# Wandella diamentina
Espèce
Wandella diamentina est une espèce d'araignées aranéomorphes de la famille des Filistatidae.

## Distribution
Cette espèce est endémique d'Australie. Elle se rencontre au Queensland à Winton et en Australie-Méridionale dans les Clifton Hills.

## Description
La femelle holotype mesure 4,68 mm.

## Étymologie
Son nom d'espèce lui a été donné en référence au lieu de sa découverte, la Diamentina River.

## Publication originale
- Gray, 1994 : A review of the filistatid spiders (Araneae: Filistatidae) of Australia. Records of the Australian Museum, vol. 46, no 1, p. 39-61 (texte intégral).